# Syn Wschodu
Syn Wschodu – siódmy solowy album polskiego rapera Lukasyno. Wydawnictwo ukazało się 9 września 2022 roku nakładem wytwórni muzycznej Persona NON Grata.
Gościnnie na płycie wystąpili Włodi, Sarius, Hinol, Kasta, Jot Er, Kala, Dolcevita, Cinu1ohm oraz Levy.
Album pojawił się na pierwszym miejscu zestawienia OLIS.

## Lista utworów
Opracowano na podstawie materiału źródłowego
1. „Pieśń ziemi” – 3:48
2. „Konie wronie” – 3:42
3. „Nowy lepszy świat” – 3:58
4. „Pielgrzym” (gościnnie: Włodi) – 3:48
5. „Drakkar” (gościnnie: Sarius, Hinol) – 3:39
6. „Syn wschodu” – 4:14
7. „Wojownicy tęczy” (gościnnie: Kasta) – 4:39
8. „Żaden powód do dumy” – 3:38
9. „Z moją bandą” (gościnnie: Jot Er) – 3:51
10. „Antracytowy jedwab piór” – 4:11
11. „Już nic nie będzie tak samo” – 4:12
12. „Nie zabiorą nam” – 3:28
13. „Pieniądze lubią ciszę” – 3:34
14. „Nonszalant” (gościnnie: Jot Er) – 3:51
15. „Asamblaż” (gościnnie: Kala Non, Dolcevita) – 4:03
16. „Tajemnice duszy” (gościnnie: Cinu1ohm, Levy) – 4:59
17. „Zmarszczki i ciernie” – 3:56